# Alprazolam
Alprazolam, der blandt andet sælges under handelsnavnene Alprox og Xanax, er et kortvirkende benzodiazepin. Det bruges medicinsk til at afhjælpe angst og panikanfald. Alprazolam bruges til at behandle søvnløshed der kan stamme fra angst. Virkningen opstår hurtigt og varer omkring seks timer.

## Misbrug
I Danmark er Xanax misbrug ved at blive mere kendt. I USA er det så udbredt, at det er blevet et typisk eksempel på afhængighed af receptpligtig medicin. Hvis man i en forlænget tidsperiode, har gjort kroppen vant til tilstedeværelsen af Xanax, så vil kroppen først føle sig rolig og udløser dopamin så snart Xanax igen bliver introduceret for kroppen.